# Vela nos Jogos Olímpicos de Verão de 1980 - 470
As provas da classe 470 da vela nos Jogos Olímpicos de Verão de 1980 ocorreram entre 21 e 29 de julho daquele ano no Tallinna Olümpiapurjespordikeskus, complexo esportivo localizado em Tallinn, na atual Estônia. O programa compunha sete regatas. Para esta classe, houve 28 velejadores de 14 nações inscritas.

## Medalhistas
A dupla brasileira Marcos Soares e Eduardo Penido finalizou a competição em primeiro lugar, conquistando a medalha de ouro. A prata firmou-se com os alemães Jörn Borowski e Egbert Swensson. Por fim, a medalha de bronze ficou com Jouko Lindgrén e Georg Tallberg, da Finlândia.
|  | BRA Brasil                   |  | GDR Alemanha Oriental         |  | FIN Finlândia                 |
|  | Marcos Soares Eduardo Penido |  | Jörn Borowski Egbert Swensson |  | Jouko Lindgrén Georg Tallberg |

## Resultados
Estes foram os resultados da competição:
| Pos.              | Velejadores                                   | Regata I | Regata I | Regata II | Regata II | Regata III | Regata III | Regata IV | Regata IV | Regata V | Regata V | Regata VI | Regata VI | Regata VII | Regata VII | Total de pontos | Total -1 |
| Pos.              | Velejadores                                   | Pos.     | Pts.     | Pos.      | Pts.      | Pos.       | Pts.       | Pos.      | Pts.      | Pos.     | Pts.     | Pos.      | Pts.      | Pos.       | Pts.       | Total de pontos | Total -1 |
| ----------------- | --------------------------------------------- | -------- | -------- | --------- | --------- | ---------- | ---------- | --------- | --------- | -------- | -------- | --------- | --------- | ---------- | ---------- | --------------- | -------- |
| Medalha de ouro   | BRA Marcos Soares e Eduardo Penido            | 2        | 3.0      | 1         | 0.0       | 6          | 11.7       | 1         | 0.0       | 5        | 10.0     | 10        | 16.0      | 6          | 11.7       | 52.4            | 36.4     |
| Medalha de prata  | GDR Jörn Borowski e Egbert Swensson           | 5        | 10.0     | 8         | 14.0      | 1          | 0.0        | 9         | 15.0      | 6        | 11.7     | 1         | 0.0       | 2          | 3.0        | 53.7            | 38.7     |
| Medalha de bronze | FIN Jouko Lindgrén e Georg Tallberg           | 4        | 8.0      | 2         | 3.0       | 3          | 5.7        | 5         | 10.0      | 9        | 15.0     | 7         | 13.0      | 1          | 0.0        | 54.7            | 39.7     |
| 4                 | NED Henk van Gent e Jan Willem van den Hondel | 10       | 16.0     | 3         | 5.7       | 8          | 14.0       | 7         | 13.0      | 2        | 3.0      | 3         | 5.7       | 4          | 8.0        | 65.4            | 49.4     |
| 5                 | POL Leon Wróbel e Tomasz Stocki               | 1        | 0.0      | 9         | 15.0      | 7          | 13.0       | 4         | 8.0       | 1        | 0.0      | 11        | 17.0      | 12         | 18.0       | 71.0            | 53.0     |
| 6                 | ESP Gustavo Doreste e Alfredo Rigau           | 6        | 11.7     | 6         | 11.7      | 2          | 3.0        | 3         | 5.7       | 8        | 14.0     | 4         | 8.0       | 9          | 15.0       | 69.1            | 54.1     |
| 7                 | ITA Ernesto Treves e Silvio Necchi            | 3        | 5.7      | 5         | 10.0      | 10         | 16.0       | 10        | 16.0      | 7        | 13.0     | 2         | 3.0       | 5          | 10.0       | 73.7            | 57.7     |
| 8                 | SWE Lars Bengtsson e Stefan Bengtsson         | 7        | 13.0     | 7         | 13.0      | 4          | 8.0        | 2         | 3.0       | 11       | 17.0     | 5         | 10.0      | 7          | 13.0       | 77.0            | 60.0     |
| 9                 | SUI François Kistler e Jean-Luc Dreyer        | 9        | 15.0     | 11        | 17.0      | 5          | 10.0       | 6         | 11.7      | 4        | 8.0      | 6         | 11.7      | 3          | 5.7        | 79.1            | 62.1     |
| 10                | URS Vladimir Ignatenko e Sergei Ždanov        | 8        | 14.0     | 4         | 8.0       | 9          | 15.0       | 8         | 14.0      | 2        | 3.0      | DSQ       | 22.0      | 8          | 14.0       | 90.0            | 68.0     |
| 11                | HUN György Fundák e Gábor Zalai               | 11       | 17.0     | 10        | 16.0      | 13         | 19.0       | 11        | 17.0      | 10       | 16.0     | 8         | 14.0      | 10         | 16.0       | 115.0           | 96.0     |
| 12                | CUB Ángel Jiménez e Vicente de la Guardia     | DSQ      | 22.0     | 12        | 18.0      | 11         | 17.0       | 12        | 18.0      | 14       | 20.0     | 9         | 15.0      | 11         | 17.0       | 127.0           | 105.0    |
| 13                | ZIM Jeremy O'Connor e Robin O'Connor          | 12       | 18.0     | 13        | 19.0      | 12         | 18.0       | 13        | 19.0      | 12       | 18.0     | 12        | 18.0      | 13         | 19.0       | 129.0           | 110.0    |
| 14                | CYP Panagiotis Nikolaou e Dimitrios Dimitriou | 13       | 19.0     | 14        | 20.0      | 14         | 20.0       | 14        | 20.0      | 13       | 19.0     | 13        | 19.0      | 14         | 20.0       | 137.0           | 117.0    |

### Classificação diária

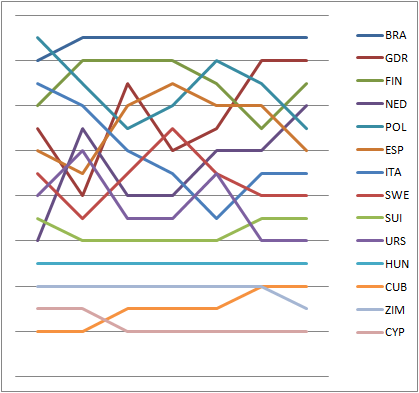
Gráfico mostrando a classificação diária na classe.